# Taeromys callitrichus
Taeromys callitrichus — вид пацюків (Rattini), ендемік о. Сулавесі, Індонезія.

## Морфологічна характеристика
Довжина голови й тулуба 220–240 мм, довжина хвоста 240–260 мм, довжина лапи 51–54 мм і довжина вух 26–28 мм і вага до 363 грамів. Верхні частини світло-коричневі, а черевні частини сірі, а кінчики окремих волосків буро-жовтуваті. Губи білі, вуса коричневі. Вуха широкі й округлі. Хвіст зазвичай коротший за голову і тіло, базальна половина коричнювато-чорна, кінцева половина біла.

## Середовище проживання
Цей вид зустрічається на північному сході Сулавесі, де він був зареєстрований у кількох місцевостях, а також у центральній частині острова. Діапазон висот від 760 до 2260 метрів. Цей наземний вид зустрічається в первинних низинних тропічних вічнозелених і гірських лісах, де харчується фруктами, листям і комахами. Невідомо, чи можна його знайти за межами лісових місць.

## Загрози й охорона
Середовище існування цього виду на нижчих висотах його ареалу вирубують ліси для деревини, дров і переробляють у сільськогосподарські угіддя. Він може потрапити в пастку для їжі на північному сході свого ареалу. Він був зафіксований у національному парку Лоре Лінду і може бути присутнім в інших заповідних територіях.